# 拉美西斯二世雕像
拉美西斯二世雕像是一尊古埃及雕像，是在上埃及底比斯拉美西姆神庙发现的的两个巨大的花岗岩雕像的其中一座，收藏在大英博物馆。它描绘了头戴圣蛇冠和尼美斯头巾的第十九王朝著名法老拉美西斯二世。这尊雕像被发现的时候已经受损，失去了四肢和下半部分。它是最初位于拉美西姆神庙门口侧翼的一对拉美西斯雕像中的一个，另一尊雕像的头部目前仍然在拉美西姆神庙的门口。
这座雕像高2.7米，宽2米，重达7.25吨，由一整块双色花岗岩切割而成。和传统的雕像不同的是，它的目光视角略微向下看，除此之外，雕像的头部和身体有着两种不同的颜色。

## 获得过程

### 贝尔佐尼

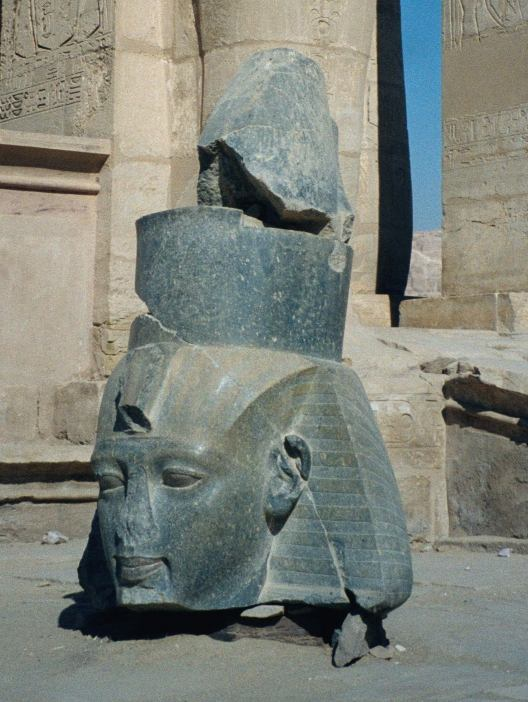
拉美西斯二世雕像中的另一个，仍在拉美西姆神庙入口处

拿破仑的手下在1798年远征埃及期间曾尝试将其挖掘并运回法国，但未能成功。在此期间拿破仑获得了罗塞塔石碑，但随后又遗失了。据说这座雕像躯干右侧的洞就是在这次尝试中被打了出来。

1815年，英国驻埃及总领事亨利·索尔特根据朋友约翰·路德维希·布克哈特(Johann Ludwig Burckhardt)向他提出的挖掘雕像并将其带到英国的想法，在开罗聘请了意大利探险家乔瓦尼·贝尔佐尼帮忙。贝尔佐尼巧妙地运用水力学和工程技术的知识，通过数百名工人用绳索在滚木上将它拉到卢克索对面的尼罗河岸边。然而，当时还没有船可以将它运送到亚历山大港，贝尔佐尼为此去了一趟努比亚来研究可行的方案，并于10月返回。在得知该地区的法国收藏家也有获得该雕像的意图后，他立刻派工人前往埃斯纳寻找合适的船，同时在底比斯进行了进一步的挖掘。最终，他成功将这些挖掘出的文物以及拉美西斯二雕像都装载到这艘船上，并于1816年12月15日将它运到了开罗。在那里他收到了索尔特的指示，卸下了除这座雕像以外的所有货物，然后将雕像单独运往亚历山大港，最后顺利抵达伦敦。
雪莱的诗《奥兹曼迪亚斯》预示着这个雕像于1818年抵达德普特的韦茅斯。在伦敦，它最初被称为“Memnonianum”(古典时期对拉美西姆的称呼——阿蒙霍特普三世神庙入口处的两尊雕像在古典时期与门农相关联，如今它们仍被称为门农巨像，但这其实是一个错误命名，大英博物馆的工作人员在最初为拉美西斯二世雕像命名时可能也犯了类似的错误)，随后改为“年轻的门农”。

### 大英博物馆

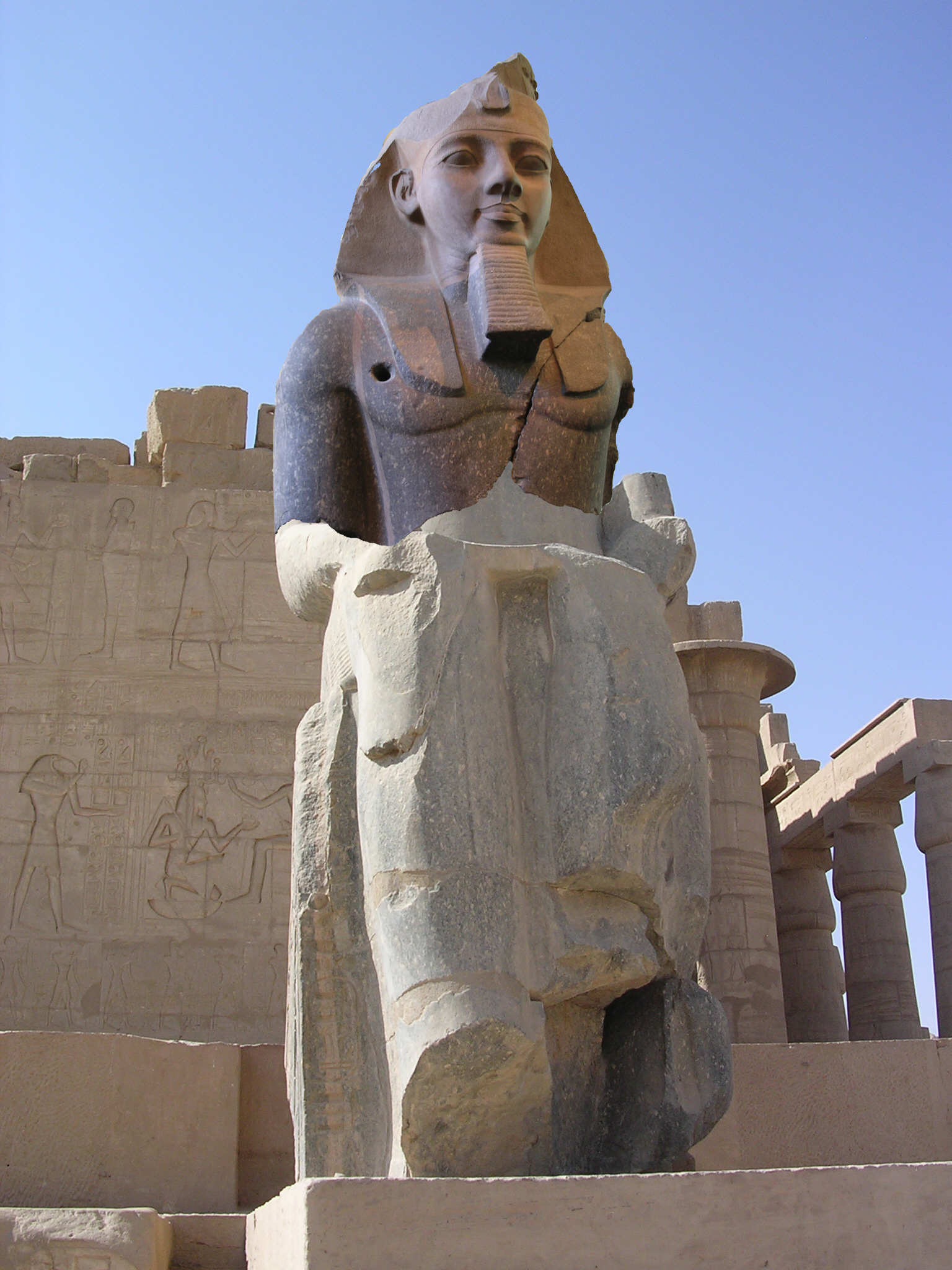
拉美西斯二世雕像的下半部分仍在原址，这是经过数字修复后将其与大英博物馆的上半部分合二为一后的图像

1821年，大英博物馆从索尔特那里收购了这尊雕像。它最初在老汤利画廊(现已拆除)展出了数年，然后于1834年在皇家工程师的帮助下安装在新的埃及雕塑画廊(现为大英博物馆4号展厅)，这尊雕像如今成为了大英博物馆的代表性文物。滑铁卢老兵查尔斯·康沃利斯·丹西(Charles Cornwallis Dansey)少校负责指挥士兵们帮助移动这座雕像，这件雕像的博物馆编号EA19。 

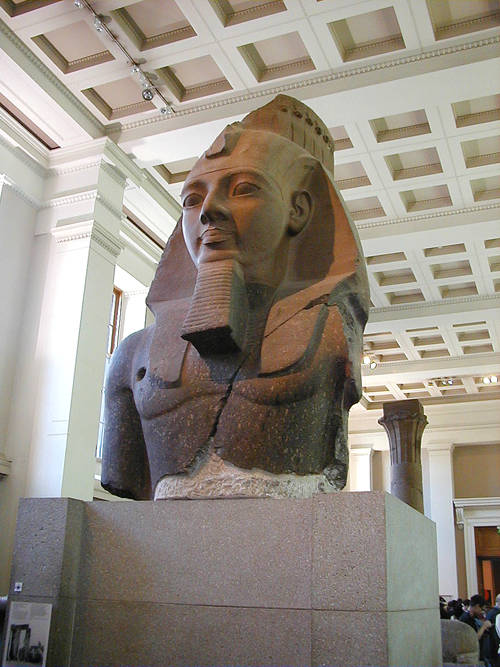
另一个角度的拉美西斯二世雕像

2010年2月，在大英博物馆馆长尼尔·麦格雷戈(Neil MacGregor)主持的BBC Radio 4节目“100件物品中的世界历史”中，这座雕像是其中的第20件文物。  

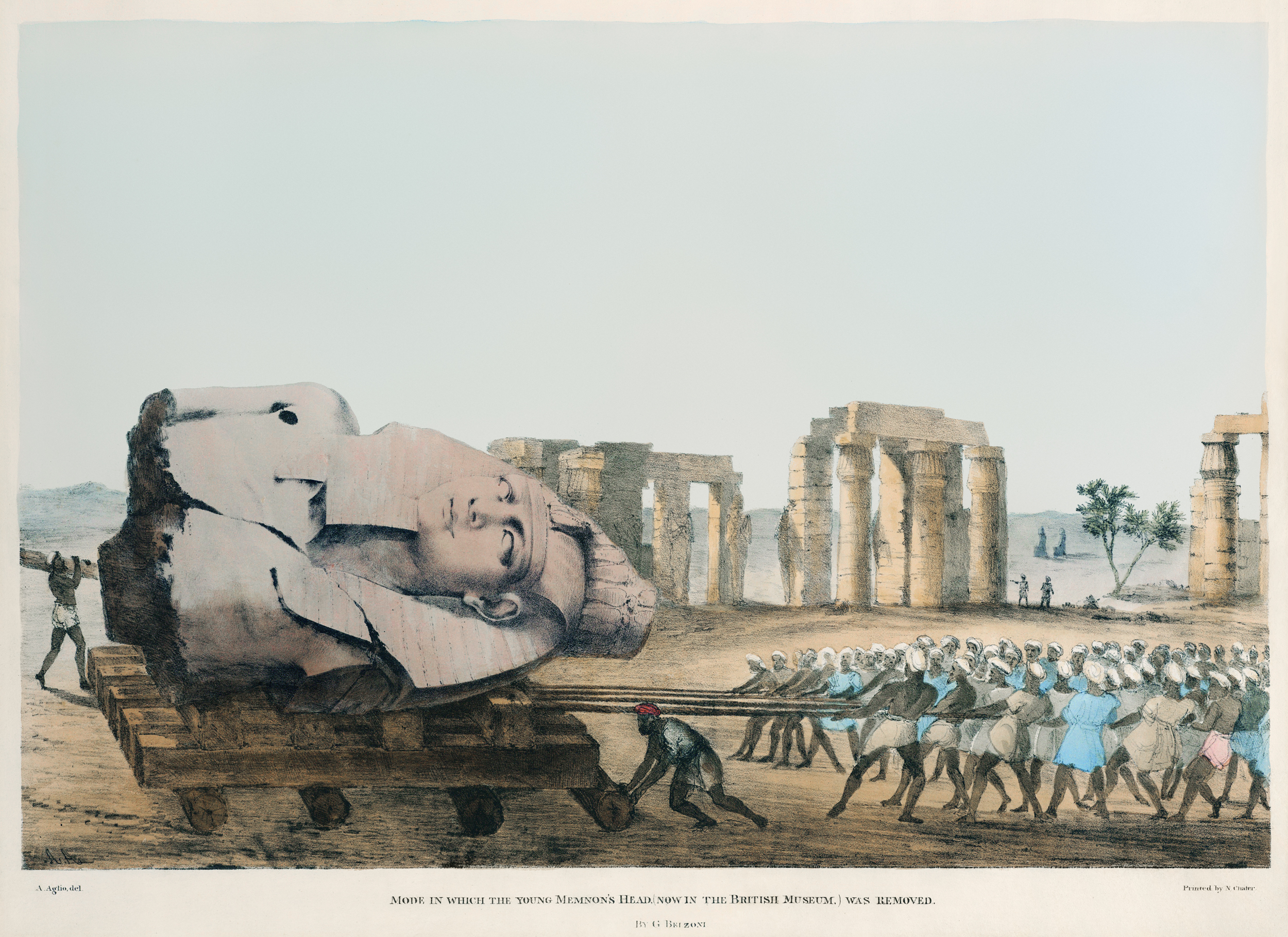
记录贝尔佐尼当时搬运雕像的插画

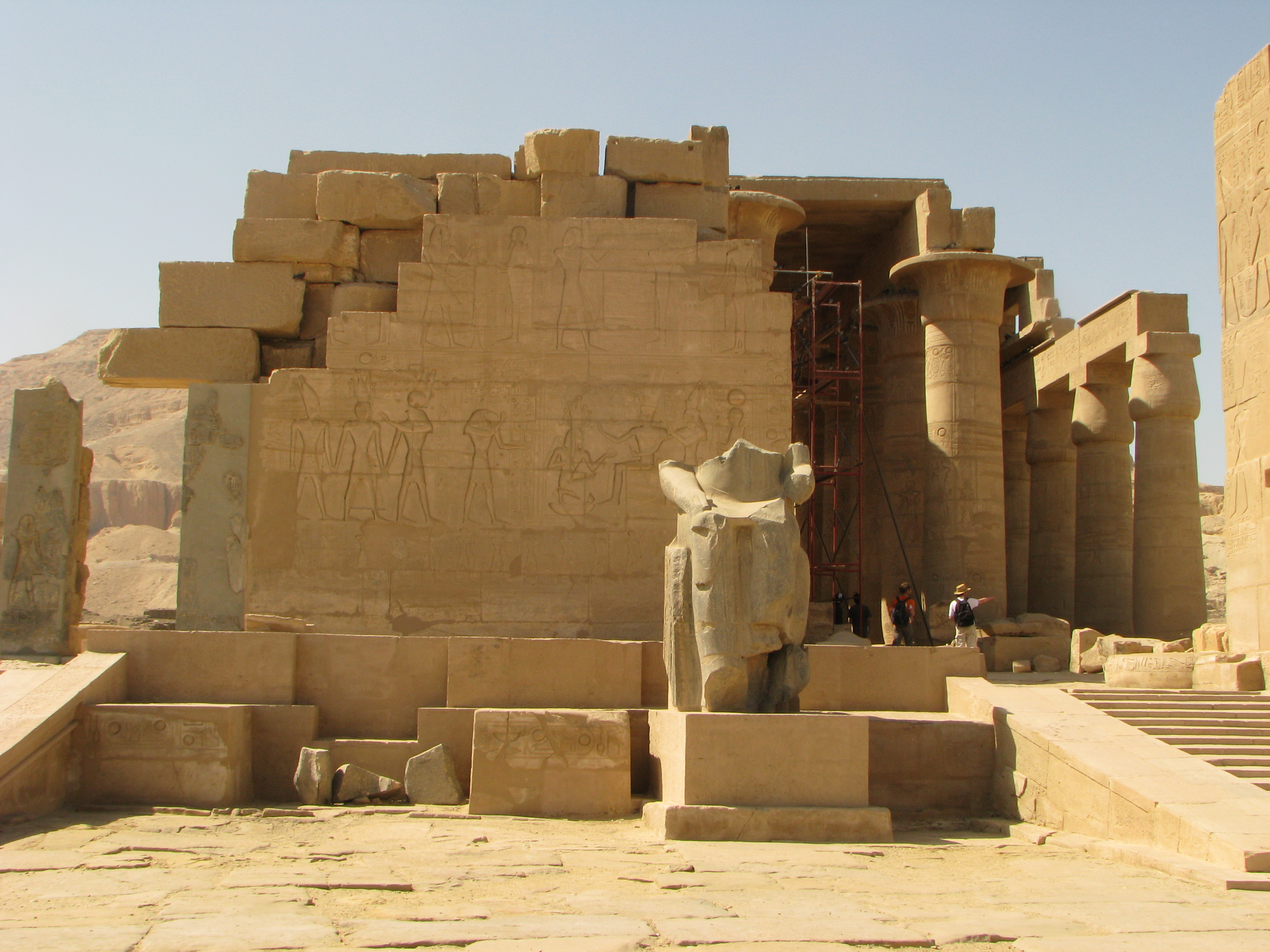
拉美西斯二世雕像在原址的下半部分